# Belén de Andamarca
Belén de Andamarca es una localidad y municipio de Bolivia, ubicado en la provincia de Sud Carangas del departamento de Oruro. Fue creada como sección municipal por Ley de 13 de febrero de 1991, durante el gobierno de Jaime Paz Zamora.

## Geografía
Belén de Andamarca limita al norte con la provincia de Carangas, al sur con la provincia de Ladislao Cabrera, al este con el municipio de Santiago de Andamarca y al oeste con la provincia del Litoral.
Su topografía se caracteriza por una planicie con bancos de arena surcada constantemente por vientos que van formando a menudo dunas donde sólo crece paja brava. El suelo es salino, intensidad que aumenta a medida que se acerca al lago Poopó. La región cuenta con canteras de piedra, arcillas y caolín.

## Demografía
De acuerdo con el censo boliviano de 2024, la población del municipio de Belén de Andamarca es de 2 996 habitantes.
La población del municipio casi se triplicó entre 1992 y 2024:
| Año  | Habitantes (municipio) | Fuente |
| ---- | ---------------------- | ------ |
| 1992 | 1 023                  | Censo  |
| 2001 | 1 548                  | Censo  |
| 2012 | 2 016                  | Censo  |
| 2024 | 2 996                  | Censo  |

## Economía
La actividad agrícola en el municipio es limitada. La producción agrícola con cultivos de papa, quinua, cebada y haba es destinada en parte al consumo familiar. De esta actividad obtienen productos como el chuño, también destinado al consumo doméstico. Las familias y comunidades se dedican, asimismo, a la producción pecuaria basada en la cría de llamas, alpacas y ovejas, que les permite obtener productos como carne, pieles, charque y fibra los cuales son comercializados en las ferias locales.
La artesanía es otra actividad muy practicada en la zona, sobre todo para la confección de ponchos, aguayos, chompas, sogas, costales, mantas y frazadas, destinadas tanto al uso familiar como a la comercialización.
Sus recursos turísticos, con volcanes apagados, las fuentes de agua mineral de Icharaque y otros atractivos, son aptos para el turismo de aventura.